# Il caso della stroncatura mortale
Il caso della stroncatura mortale è un racconto di genere giallo della scrittrice italoamericana Ben Pastor. Narra un'indagine per omicidio condotta a Londra dal medico praghese Solomon Meisl, già protagonista di altri racconti e – in compagnia del tenente Karel Heida – di due romanzi ambientati durante la prima guerra mondiale.
 In edizione originale, in ossequio al periodo in cui si svolge l'azione, il racconto era inserito in un numero speciale natalizio di The Strand Magazine; in edizione italiana fa invece parte di un'antologia che raccoglie racconti dedicati ai vizi capitali.

## Titolo
Il titolo originale del racconto e la sua versione italiana alludono rispettivamente alla vittima dell'omicidio di cui si narra (un critico letterario) e al movente del delitto (una recensione evidentemente non gradita).

## Incipit
Esimio Herr Gustav Meyrink, 

apprendo con piacere dalla Sua lettera che si trova bene in Baviera, e che il Suo impegno nel tradurre le opere di Charles Dickens dall’inglese si è concluso felicemente. La ringrazio altresì dell’apprezzamento per i miei pochi consigli sugli aspetti psicologici dei personaggi che ha avuto la bontà di utilizzare nella stesura del Suo romanzo sul Golem, il quale vedo pubblicato con successo sul Die Weissen Blaetter e da cui presto si trarrà addirittura una pellicola per il cinematografo!
Lei mi chiede un aneddoto sui caratteri fisici e mentali dell’ira che sia narrativamente emblematico, a fini letterari, di questa disdicevole pulsione. Ebbene, ne ho uno da sottoporre al Suo giudizio. Si tratta di un episodio risalente a qualche anno fa […].»

## Trama
Nel gennaio del 1914 il dottor Solomon Meisl scrive una lettera al suo corrispondente Gustav Meyrink, rievocando una vicenda nella quale si è trovato coinvolto pochi anni prima a Londra, durante le festività natalizie del 1908.
In qualità di medico legale Meisl era stato convocato dall'ispettore McPherson sul luogo di uno strano delitto: la vittima, un critico letterario noto per il suo aspro carattere, giaceva in casa con il petto trafitto da un ramoscello appuntito, all'interno di una stanza disordinata, chiusa e priva di accessi (sbarrata dall'interno la porta, sigillato da tempo il camino). Escluso il suicidio in base agli indizi a sua disposizione, Meisl aveva iniziato ad indagare: il colloquio con un vecchio libraio appassionato di letteratura inglese e la lettura del dickensiano Canto di Natale, uniti alle acute osservazioni sul campo da parte dell'ispettore, lo avevano messo in grado di identificare l'assassino - un fanatico estimatore di Charles Dickens – e di comprendere la dinamica dell'omicidio.
Sfuggito alla cattura, il colpevole era stato però riacciuffato, tradito dalla stessa iracondia che lo aveva portato al delitto.
Nell'epilogo della lettera il dottore esprime la propria fiducia nella parte migliore della natura umana: fiducia che di lì a qualche mese verrà però nettamente delusa da quella grande manifestazione d'ira collettiva che è la guerra.

## Personaggi
- Solomon Meisl. Medico originario di Praga, ebreo non praticante. L'amore per la verità e la curiosità nei confronti di tutto ciò che appartiene allo stato umano finiscono spesso per coinvolgerlo in indagini su fatti criminali e delittuosi.

- Mister Benedict A. . La vittima: astioso critico letterario che nel corso del tempo si è fatto molti nemici. Meisl ne tace il nome intero per ragioni di discrezione.

- McPherson. Pacato e attento, è l'ispettore scozzese incaricato delle indagini sull'omicidio. "McPherson" è un nome di comodo usato da Meisl nella sua corrispondenza per non rivelare la reale identità del poliziotto.

## Cronologia
Lo svolgimento del racconto corrisponde ad una lettera scritta dal protagonista all'inizio del 1914, ma la vicenda in essa rievocata si svolge tra il 24 e il 31 dicembre del 1908.
Cronologicamente, gli eventi del racconto precedono quelli dei romanzi di cui Solomon Meisl è protagonista, ambientati molti mesi più tardi, in corrispondenza con lo scoppio della Prima guerra mondiale.

## Postfazione
Al termine del racconto compare un breve Commento in cui l'autrice condanna il sentimento dell'ira da un punto di vista tanto morale quanto letterario. L'ira infatti riporta l'uomo alla sua dimensione bestiale, negandone le migliori attitudini, mentre come movente di delitti narrati, ha un carattere limitato e ben poco interessante a causa della sua stessa stupidità.

## Edizioni

### Edizione originale
- Ben Pastor, "The Case of the Dead Critic", in The Strand Magazine, numero natalizio, 2001

### Edizione italiana
- Ben Pastor, "Il caso della stroncatura mortale", in A.A.V.V., Seven. 21 storie di peccato e paura, p.402, Piemme ed., 2010 - ISBN 9788856611540